# Rio Hăşdău
O Rio Hăşdău é um rio da Romênia, afluente do Cerna, localizado no distrito de Hunedoara.